# Calle Marqués de Pidal
La calle Marqués de Pidal es una vía pública de la ciudad española de Oviedo.

## Descripción

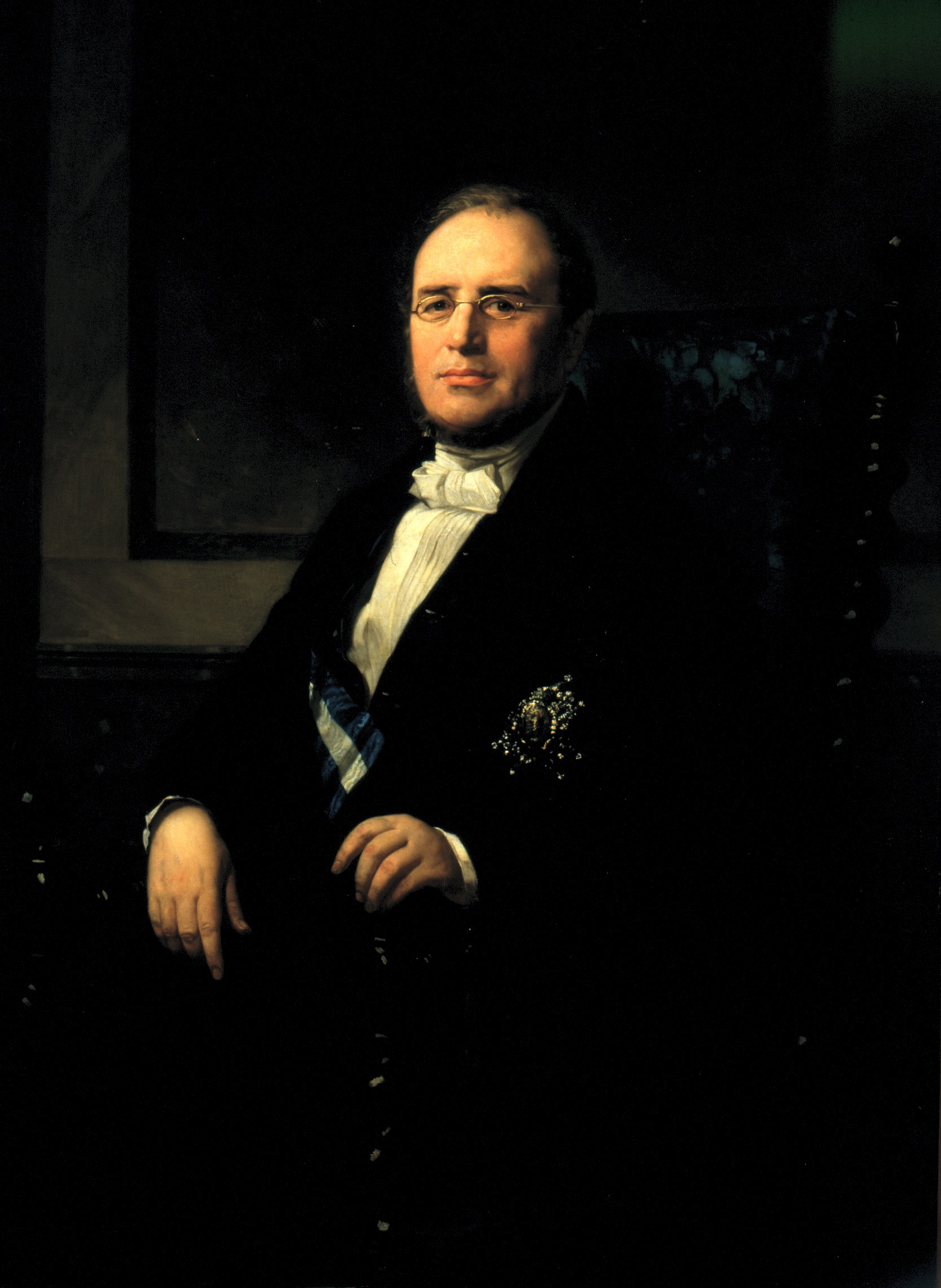
Pedro José Pidal y Carniado, que da nombre a la calle

La vía, que se abrió a finales del siglo XIX y obtuvo título propio en 1887, discurre en la actualidad desde la calle Conde de Toreno hasta Independencia. Tiene cruce con Gil de Jaz, que marca la separación entre un primer tramo original y un segundo tramo fruto de una ampliación posterior. Honra con el título a Pedro José Pidal y Carniado (1799-1865), primer marqués de Pidal, político, diplomático y crítico literario natural de la localidad asturiana de Villaviciosa; entre otros cargos, se desempeñó como embajador de España, senador y director de la Real Academia de la Historia. La calle aparece descrita en El libro de Oviedo (1887) de Fermín Canella y Secades con las siguientes palabras:

Marqués de Pidal.—Es de las nuevas calles nominadas en acuerdo municipal de 1887. Lleva el ilustre nombre de D. Pedro J. Pidal, primer marqués de Pidal, ministro, embajador, presidente del Congreso, organizador de la Instrucción pública, orador vigoroso y sabio académico.—Ent.: Toreno.—Conc.: Regente Jaz, pero se prolongará hasta la Independencia.
(Canella y Secades, 1887, p. 116)